# Lista de prêmios e indicações recebidos por Stray Kids
Stray Kids é um grupo de K-pop da empresa JYP Entertainment, formado através de um reality show de mesmo nome. O grupo consiste em oito membros: Bang Chan, Lee Know, Changbin, Hyunjin, Han, Felix, Seungmin e IN.
O grupo estreou com o seu segundo EP ( Extended Play ) I Am Not em 25 de março de 2018, após seu EP de pré-estreia Mixtape, composto por músicas apresentadas no reality show e lançado em janeiro de 2018. O grupo lançou mais dois EPs em 2018 - I Am Who em Agosto e I Am You em Outubro, com recepção positiva. Os quatro EPs deram ao grupo seis prêmios de Novo Artista em 2018 e início de 2019, incluindo Melhor Novo Artista Masculino no Mnet Asian Music Awards, Melhor Novo Artista no 33º Golden Disc Awards, Rookie do Ano no 28º Seoul Music Awards e Asia Artist Awards 2018. I Am Who também deu ao Stray Kids sua primeira indicação ao bonsang  no 33º Golden Disc Awards, pelo Disc Bonsang. Além disso, seu primeiro single, "My Pace", recebeu uma indicação ao Global Fan's Choice no Mnet Asian Music Awards de 2018. Em 2019, o grupo lançou mais dois EPs— Clé 1: Miroh em março e Clé: Levanter em Dezembro — sendo que o primeiro recebeu uma reedição intitulada Clé 2: Yellow Wood em junho. Clé 1: Miroh deu ao Stray Kids sua primeira indicação ao daesang  no 29º Seoul Music Awards, para o prêmio principal, e Álbum do Ano (1º Trimestre de 2020) no Gaon Chart Music Awards.
Stray Kids também recebeu duas indicações para Artista do Ano, uma no Mnet Asian Music Awards e outra no Genie Music Awards, ambas em 2018. No Asia Artist Awards de 2019, Stray Kids ganhou o Star15 Popularity Award, sendo o primeiro prêmio de popularidade do grupo.

## Prêmios e indicações
| Prêmio                                 | Ano  | Categoria                                  | Trabalho nomeado          | Resultado | Ref.          |
| -------------------------------------- | ---- | ------------------------------------------ | ------------------------- | --------- | ------------- |
| Asia Artist Awards                     | 2018 | Prêmio de Popularidade                     | Stray Kids                | Indicado  | [ 5 ]         |
| Asia Artist Awards                     | 2018 | Rookie do Ano                              | Stray Kids                | Venceu    | [ 6 ]         |
| Asia Artist Awards                     | 2019 | Prêmio Groove                              | Stray Kids                | Venceu    | [ 7 ]         |
| Asia Artist Awards                     | 2019 | Prêmio de Popularidade Star15              | Stray Kids                | Venceu    | [ 7 ]         |
| Asia Artist Awards                     | 2020 | Melhor Vídeo Musical                       | Stray Kids                | Venceu    | [ 8 ]         |
| Asia Artist Awards                     | 2021 | Performance do Ano (Daesang)               | Stray Kids                | Venceu    | [ 9 ]         |
| Asia Artist Awards                     | 2021 | Prêmio de Popularidade U+ Idol Live        | Stray Kids                | Indicado  | [ 10 ]        |
| Asia Artist Awards                     | 2021 | Grupo Masculino Mais Popular do Ano        | Stray Kids                | Indicado  | [ 11 ]        |
| Asia Artist Awards                     | 2022 | Álbum do Ano (Daesang)                     | Stray Kids                | Venceu    | [ 12 ]        |
| Asia Artist Awards                     | 2022 | Best Choice Award                          | Stray Kids                | Venceu    | [ 12 ]        |
| Asia Artist Awards                     | 2023 | Palco do Ano (Daesang)                     | Stray Kids                | Venceu    | [ 13 ]        |
| Asia Artist Awards                     | 2023 | Prêmio Fabuloso                            | Stray Kids                | Venceu    | [ 13 ]        |
| Asia Artist Awards                     | 2023 | Melhor Criador                             | 3Racha                    | Venceu    | [ 13 ]        |
| Asia Model Awards                      | 2019 | Prêmio New Star                            | Stray Kids                | Venceu    | [ 14 ]        |
| Asian Pop Music Awards                 | 2022 | Melhor grupo (Overseas)                    | Stray Kids                | Indicado  | [ 15 ]        |
| Asian Pop Music Awards                 | 2022 | People's Choice Award                      | Stray Kids                | Venceu    | [ 16 ]        |
| Asian Pop Music Awards                 | 2022 | Melhor Álbum do Ano (Overseas)             | Maxident                  | Indicado  | [ 17 ]        |
| Asian Pop Music Awards                 | 2022 | Best Arranger (Overseas)                   | "Case 143"                | Indicado  | [ 18 ]        |
| Asian Pop Music Awards                 | 2023 | Melhor Álbum do Ano (Overseas)             | 5-Star                    | Indicado  | [ 19 ] [ 20 ] |
| Asian Pop Music Awards                 | 2023 | Gravação do Ano (Overseas)                 | 5-Star                    | Indicado  | [ 19 ] [ 20 ] |
| Asian Pop Music Awards                 | 2023 | Melhor Grupo (Overseas)                    | 5-Star                    | Venceu    | [ 19 ] [ 20 ] |
| Asian Pop Music Awards                 | 2023 | Top 20 Albuns do Ano                       | 5-Star                    | Venceu    | [ 19 ] [ 20 ] |
| Asian Pop Music Awards                 | 2023 | Melhor colaboração (Overseas)              | "Social Path" (with Lisa) | Indicado  | [ 19 ] [ 20 ] |
| Asian Pop Music Awards                 | 2023 | Melhor Vídeo Musical (Overseas)            | "S-Class"                 | Indicado  | [ 19 ] [ 20 ] |
| Asian Pop Music Awards                 | 2023 | Best Arranger (Overseas)                   | "S-Class"                 | Indicado  | [ 19 ] [ 20 ] |
| Asian Pop Music Awards                 | 2023 | Top 20 Músicas do Ano                      | "S-Class"                 | Venceu    | [ 19 ] [ 20 ] |
| Asian Pop Music Awards                 | 2023 | Melhor Produtor (Overseas)                 | 3Racha                    | Indicado  | [ 19 ] [ 20 ] |
| Billboard Music Awards                 | 2023 | Top Álbum de K-Pop                         | 5-Star                    | Venceu    | [ 21 ]        |
| Billboard Music Awards                 | 2023 | Top Artista Global de K-Pop                | Stray Kids                | Indicado  | [ 22 ]        |
| Circle Chart Music Awards              | 2019 | Novo Artista do Ano                        | Stray Kids                | Venceu    | [ 23 ]        |
| Circle Chart Music Awards              | 2020 | Álbum do Ano – 1º Trimestre                | Clé 1: Miroh              | Indicado  | [ 24 ]        |
| Circle Chart Music Awards              | 2020 | Rookie Mundial do Ano                      | Stray Kids                | Venceu    | [ 25 ]        |
| Circle Chart Music Awards              | 2021 | Álbum do Ano – 1º Trimestre                | Clé: Levanter             | Indicado  | [ 26 ]        |
| Circle Chart Music Awards              | 2021 | The Hot Performance of This Year           | Stray Kids                | Venceu    | [ 27 ]        |
| Circle Chart Music Awards              | 2021 | Prêmio Mubeat Global Choice                | Stray Kids                | Indicado  | [ 28 ]        |
| Circle Chart Music Awards              | 2022 | Álbum do Ano – 3º Trimestre                | Noeasy                    | Indicado  | [ 29 ]        |
| Circle Chart Music Awards              | 2022 | Álbum do Ano – 4º Trimestre                | Christmas EveL            | Indicado  | [ 29 ]        |
| Circle Chart Music Awards              | 2022 | Estrela de K-Pop Mundial                   | Stray Kids                | Venceu    | [ 30 ]        |
| Circle Chart Music Awards              | 2023 | Álbum do Ano – 2º Trimestre                | Oddinary                  | Indicado  | [ 31 ]        |
| Circle Chart Music Awards              | 2023 | Álbum do Ano – 4º Trimestre                | Maxident                  | Venceu    | [ 32 ]        |
| Circle Chart Music Awards              | 2023 | Musica do Ano – Março                      | "Maniac"                  | Indicado  | [ 33 ]        |
| Circle Chart Music Awards              | 2023 | Musica do Ano – Outubro                    | "Case 143"                | Indicado  | [ 33 ]        |
| Circle Chart Music Awards              | 2024 | Artista do Ano – Álbum                     | 5-Star                    | Venceu    | [ 34 ]        |
| The Fact Music Awards                  | 2018 | Prêmio Next Leader                         | Stray Kids                | Venceu    | [ 35 ]        |
| The Fact Music Awards                  | 2019 | Artista de Dança do Ano                    | Stray Kids                | Venceu    | [ 36 ]        |
| The Fact Music Awards                  | 2020 | Global Hottest Award                       | Stray Kids                | Venceu    | [ 37 ]        |
| The Fact Music Awards                  | 2021 | Artista do Ano (Bonsang)                   | Stray Kids                | Venceu    | [ 38 ]        |
| The Fact Music Awards                  | 2021 | Fan N Star Choice Award (Artist)           | Stray Kids                | Indicado  | [ 39 ]        |
| The Fact Music Awards                  | 2022 | Artista do Ano (Bonsang)                   | Stray Kids                | Venceu    | [ 40 ]        |
| The Fact Music Awards                  | 2022 | Fan N Star Four Star Award                 | Stray Kids                | Venceu    | [ 41 ]        |
| The Fact Music Awards                  | 2023 | Artista do Ano (Bonsang)                   | Stray Kids                | Venceu    | [ 42 ]        |
| The Fact Music Awards                  | 2023 | Fan N Star Four Star Award                 | Stray Kids                | Venceu    | [ 43 ]        |
| Genie Music Awards                     | 2018 | Artista do Ano                             | Stray Kids                | Indicado  | [ 44 ]        |
| Genie Music Awards                     | 2018 | Genie Music Prêmio de Popularidade         | Stray Kids                | Indicado  | [ 44 ]        |
| Genie Music Awards                     | 2018 | Prêmio Rookie Masculino                    | Stray Kids                | Venceu    | [ 45 ]        |
| Genie Music Awards                     | 2020 | Artista do Ano                             | Stray Kids                | Indicado  | [ 46 ]        |
| Genie Music Awards                     | 2022 | Melhor Grupo Masculino                     | Stray Kids                | Indicado  | [ 47 ]        |
| Genie Music Awards                     | 2022 | Melhor Performance Masculina               | Stray Kids                | Indicado  | [ 47 ]        |
| Golden Disc Awards                     | 2019 | Melhor Novo Artista                        | Stray Kids                | Venceu    | [ 48 ]        |
| Golden Disc Awards                     | 2019 | Disc Bonsang                               | I Am Who                  | Indicado  | [ 49 ]        |
| Golden Disc Awards                     | 2020 | Disc Bonsang                               | Clé 1: Miroh              | Indicado  | [ 50 ]        |
| Golden Disc Awards                     | 2020 | Prêmio de Popularidade                     | Stray Kids                | Indicado  | [ 51 ]        |
| Golden Disc Awards                     | 2021 | Melhor Performance                         | Stray Kids                | Venceu    | [ 52 ]        |
| Golden Disc Awards                     | 2021 | Curaprox Prêmio de Popularidade            | Stray Kids                | Indicado  | [ 53 ]        |
| Golden Disc Awards                     | 2021 | Disc Bonsang                               | In Life                   | Indicado  | [ 54 ]        |
| Golden Disc Awards                     | 2021 | QQ Music Prêmio de Popularidade            | Stray Kids                | Indicado  | [ 55 ]        |
| Golden Disc Awards                     | 2022 | Melhor Álbum (Bonsang)                     | Noeasy                    | Venceu    | [ 56 ]        |
| Golden Disc Awards                     | 2022 | Artista Mais Popular do Golden Disc        | Stray Kids                | Indicado  | [ 57 ]        |
| Golden Disc Awards                     | 2023 | Melhor Álbum (Bonsang)                     | Maxident                  | Venceu    | [ 58 ]        |
| Golden Disc Awards                     | 2023 | Artista Mais Popular                       | Stray Kids                | Venceu    | [ 58 ]        |
| Golden Disc Awards                     | 2023 | Artista Mais Popular do TikTok Golden Disc | Stray Kids                | Indicado  | [ 59 ] [ 60 ] |
| Golden Disc Awards                     | 2024 | Melhor Álbum (Bonsang)                     | 5-Star                    | Venceu    | [ 61 ]        |
| Golden Disc Awards                     | 2024 | Artista de K-Pop Global                    | Stray Kids                | Venceu    | [ 61 ]        |
| Hanteo Music Awards                    | 2021 | Prêmio de Artista– Grupo Masculino         | Stray Kids                | Venceu    | [ 62 ] [ 63 ] |
| Hanteo Music Awards                    | 2023 | Artista do Ano (Bonsang)                   | Stray Kids                | Venceu    | [ 64 ]        |
| Hanteo Music Awards                    | 2023 | Melhor Performance (Daesang)               | Stray Kids                | Venceu    | [ 65 ]        |
| Hanteo Music Awards                    | 2023 | Artista Global – Japão                     | Stray Kids                | Venceu    | [ 65 ]        |
| Hanteo Music Awards                    | 2024 | Artista do Ano                             | Stray Kids                | Pendente  | [ 66 ]        |
| iHeartRadio Music Awards               | 2024 | Artista do Ano do K-pop                    | Stray Kids                | Pendente  | [ 67 ]        |
| iHeartRadio Music Awards               | 2024 | Música do Ano do K-pop                     | "S-Class"                 | Pendente  | [ 67 ]        |
| Japan Gold Disc Award                  | 2021 | 3 Melhores Novos Artistas (Asia)           | Stray Kids                | Venceu    |               |
| Joox Thailand Music Awards             | 2022 | Top Social Global Artista do Ano           | Stray Kids                | Indicado  | [ 68 ]        |
| K Global Heart Dream Awards            | 2023 | Melhor Artista                             | Stray Kids                | Venceu    | [ 69 ]        |
| K Global Heart Dream Awards            | 2023 | Bonsang                                    | Stray Kids                | Venceu    | [ 69 ]        |
| K Global Heart Dream Awards            | 2023 | Prêmio Grupo Masculino da 4º Geração       | Stray Kids                | Venceu    | [ 69 ]        |
| Korea First Brand Awards               | 2019 | Idol Masculino Rookie                      | Stray Kids                | Venceu    | [ 70 ]        |
| Korea First Brand Awards               | 2021 | Hot Trend                                  | Stray Kids                | Venceu    | [ 71 ]        |
| Korea First Brand Awards               | 2023 | Melhor Idol Masculino                      | Stray Kids                | Venceu    | [ 72 ]        |
| Korea Popular Music Awards             | 2018 | Prêmio de Popularidade                     | Stray Kids                | Indicado  | [ 73 ]        |
| Korea Popular Music Awards             | 2018 | Rookie do Ano                              | Stray Kids                | Indicado  | [ 74 ]        |
| Korean Brand of the Year Awards        | 2018 | Rookie Masculino Idol do Ano               | Stray Kids                | Indicado  | [ 75 ]        |
| Korean Brand of the Year Awards        | 2022 | Idol Masculino do Ano                      | Stray Kids                | Indicado  | [ 76 ]        |
| MAMA Awards                            | 2018 | Artista do Ano                             | Stray Kids                | Indicado  | [ 77 ]        |
| MAMA Awards                            | 2018 | Melhor Novo Idol Masculino                 | Stray Kids                | Venceu    | [ 78 ]        |
| MAMA Awards                            | 2018 | Mwave Global Fan's Choice                  | "My Pace"                 | Indicado  | [ 79 ]        |
| MAMA Awards                            | 2021 | TikTok Artista do Ano                      | Stray Kids                | Indicado  | [ 80 ]        |
| MAMA Awards                            | 2021 | Melhor Grupo Masculino                     | Stray Kids                | Indicado  | [ 80 ]        |
| MAMA Awards                            | 2021 | TikTok Música do Ano                       | "Thunderous"              | Indicado  | [ 80 ]        |
| MAMA Awards                            | 2021 | Melhor Dance Performance – Grupo Masculino | "Thunderous"              | Indicado  | [ 80 ]        |
| MAMA Awards                            | 2021 | TikTok Favorite Moment                     | Stray Kids                | Indicado  | [ 80 ]        |
| MAMA Awards                            | 2021 | Top 10 Escolhas Mundiais de Fãs            | Stray Kids                | Venceu    | [ 81 ]        |
| MAMA Awards                            | 2021 | Icone do Ano Mundial                       | Stray Kids                | Indicado  | [ 81 ]        |
| MAMA Awards                            | 2022 | Yogibo Artista do Ano                      | Stray Kids                | Indicado  | [ 82 ]        |
| MAMA Awards                            | 2022 | Melhor Grupo Masculino                     | Stray Kids                | Indicado  | [ 82 ]        |
| MAMA Awards                            | 2022 | Top 10 Escolhas Mundiais de Fãs            | Stray Kids                | Venceu    | [ 83 ]        |
| MAMA Awards                            | 2022 | Icone do Ano Mundial                       | Stray Kids                | Indicado  | [ 83 ]        |
| MAMA Awards                            | 2022 | Yogibo Chill Artista                       | Stray Kids                | Venceu    | [ 83 ]        |
| MAMA Awards                            | 2022 | Grupo Mais Popular                         | Stray Kids                | Venceu    | [ 83 ]        |
| MAMA Awards                            | 2022 | Yogibo Álbum do Ano                        | Maxident                  | Indicado  | [ 82 ]        |
| MAMA Awards                            | 2022 | Yogibo Música do Ano                       | "Maniac"                  | Indicado  | [ 82 ]        |
| MAMA Awards                            | 2022 | Melhor Dance Performance – Grupo Masculino | "Maniac"                  | Indicado  | [ 82 ]        |
| MAMA Awards                            | 2023 | Artista do Ano                             | Stray Kids                | Indicado  | [ 84 ] [ 85 ] |
| MAMA Awards                            | 2023 | Melhor Grupo Masculino                     | Stray Kids                | Indicado  | [ 84 ] [ 85 ] |
| MAMA Awards                            | 2023 | Icone do Ano Mundial                       | Stray Kids                | Indicado  | [ 84 ] [ 85 ] |
| MAMA Awards                            | 2023 | Escolha dos Fans Mundial                   | Stray Kids                | Venceu    | [ 84 ] [ 85 ] |
| MAMA Awards                            | 2023 | Álbum do Ano                               | 5-Star                    | Indicado  | [ 84 ] [ 85 ] |
| MAMA Awards                            | 2023 | Música do Ano                              | "S-Class"                 | Indicado  | [ 84 ] [ 85 ] |
| MAMA Awards                            | 2023 | Melhor Dance Performance – Grupo Masculino | "S-Class"                 | Indicado  | [ 84 ] [ 85 ] |
| MAMA Awards                            | 2023 | Melhor Music Video                         | "S-Class"                 | Indicado  | [ 84 ] [ 85 ] |
| Melon Music Awards                     | 2018 | Melhor Novo Artista Masculino              | Stray Kids                | Indicado  | [ 86 ]        |
| Melon Music Awards                     | 2023 | Millions Top 10                            | 5-Star                    | Indicado  | [ 87 ]        |
| Mnet Japan Fan's Choice Awards         | 2022 | Artista do Ano                             | Stray Kids                | Venceu    | [ 88 ]        |
| MTV Europe Music Awards                | 2020 | Melhor Ato Coreano                         | Stray Kids                | Venceu    | [ 89 ] [ 90 ] |
| MTV Europe Music Awards                | 2023 | Melhor K-Pop                               | Stray Kids                | Indicado  | [ 91 ]        |
| MTV Video Music Awards                 | 2022 | Melhor K-pop                               | "Maniac"                  | Indicado  | [ 92 ]        |
| MTV Video Music Awards                 | 2023 | Melhor K-pop                               | "S-Class"                 | Venceu    | [ 93 ]        |
| MTV Video Music Awards Japan           | 2023 | Melhor Video de Grupo – International      | "Case 143"                | Venceu    | [ 94 ]        |
| Nickelodeon Mexico Kids' Choice Awards | 2023 | Grupo de K-Pop Favorito                    | Stray Kids                | Venceu    | [ 95 ]        |
| People's Choice Awards                 | 2024 | Grupo/Duo do Ano                           | Stray Kids                | Pendente  | [ 96 ]        |
| Seoul Music Awards                     | 2019 | Rookie do Ano                              | Stray Kids                | Venceu    | [ 97 ]        |
| Seoul Music Awards                     | 2019 | Prêmio de Popularidade                     | Stray Kids                | Indicado  | [ 98 ]        |
| Seoul Music Awards                     | 2019 | Hallyu Special Award                       | Stray Kids                | Indicado  | [ 98 ]        |
| Seoul Music Awards                     | 2020 | Main Award                                 | Stray Kids                | Indicado  | [ 99 ]        |
| Seoul Music Awards                     | 2020 | Prêmio de Popularidade                     | Stray Kids                | Indicado  | [ 99 ]        |
| Seoul Music Awards                     | 2020 | K-Wave Award                               | Stray Kids                | Indicado  | [ 99 ]        |
| Seoul Music Awards                     | 2020 | QQ Music Artista Mais Popular de K-Pop     | Stray Kids                | Indicado  | [ 100 ]       |
| Seoul Music Awards                     | 2021 | Main Award                                 | Stray Kids                | Venceu    | [ 101 ]       |
| Seoul Music Awards                     | 2021 | Prêmio Popular                             | Stray Kids                | Indicado  | [ 102 ]       |
| Seoul Music Awards                     | 2021 | K-Wave Prêmio Popular                      | Stray Kids                | Indicado  | [ 102 ]       |
| Seoul Music Awards                     | 2021 | Legend Rookie Prize                        | Stray Kids                | Indicado  | [ 102 ]       |
| Seoul Music Awards                     | 2021 | Whosfandom Award                           | Stray Kids                | Indicado  | [ 103 ]       |
| Seoul Music Awards                     | 2022 | Main Award                                 | Stray Kids                | Indicado  | [ 102 ]       |
| Seoul Music Awards                     | 2022 | Prêmio de Popularidade                     | Stray Kids                | Indicado  | [ 102 ]       |
| Seoul Music Awards                     | 2022 | K-Wave Prêmio de Popularidade              | Stray Kids                | Indicado  | [ 102 ]       |
| Seoul Music Awards                     | 2022 | U+Idol Live Melhor Artista                 | Stray Kids                | Indicado  | [ 104 ]       |
| Seoul Music Awards                     | 2023 | Main Award                                 | Stray Kids                | Venceu    | [ 105 ]       |
| Seoul Music Awards                     | 2023 | Prêmio de Popularidade                     | Stray Kids                | Indicado  | [ 106 ]       |
| Seoul Music Awards                     | 2023 | K-Wave Award                               | Stray Kids                | Indicado  | [ 106 ]       |
| Seoul Music Awards                     | 2024 | Main Award                                 | Stray Kids                | Venceu    | [ 107 ]       |
| Seoul Music Awards                     | 2024 | Prêmio de Popularidade                     | Stray Kids                | Indicado  | [ 108 ]       |
| Soompi Awards                          | 2019 | Breakout Artist                            | Stray Kids                | Indicado  | [ 109 ]       |
| Soompi Awards                          | 2019 | Rookie do Ano                              | Stray Kids                | Venceu    | [ 110 ]       |
| Soribada Best K-Music Awards           | 2018 | New Hallyu Rookie Award                    | Stray Kids                | Venceu    | [ 111 ]       |
| Soribada Best K-Music Awards           | 2019 | Rising Hot Star Award                      | Stray Kids                | Venceu    | [ 112 ]       |
| Soribada Best K-Music Awards           | 2020 | Global Hot Trend Award                     | Stray Kids                | Venceu    | [ 113 ]       |
| Space Shower Music Awards              | 2021 | People's Choice                            | Stray Kids                | Indicado  | [ 114 ]       |
| V Live Awards                          | 2019 | Top 12 Global Artist                       | Stray Kids                | Venceu    | [ 115 ]       |
| V Live Awards                          | 2019 | Top 5 Global Rookie                        | Stray Kids                | Venceu    | [ 115 ]       |
| Visionary Awards                       | 2024 | 2024 Visionary                             | Stray Kids                | Venceu    | [ 116 ]       |

## Outros prêmios

### Honras estaduais e culturais
| País          | Ano  | Honra                        | Ref.    |
| ------------- | ---- | ---------------------------- | ------- |
| Coreia do Sul | 2023 | Comenda do Primeiro Ministro | [ 117 ] |

| Editor    | Ano  | Lista                                       | Colocação | Ref.    |
| --------- | ---- | ------------------------------------------- | --------- | ------- |
| Billboard | 2018 | 10 melhores novos artistas de K-Pop de 2018 | 2         | [ 118 ] |
| Time      | 2023 | Líderes da próxima geração                  | Colocado  | [ 119 ] |